# Mahàmmad (II) al-Maslukh
Abu-Abd-Al·lah Mahàmmad (o Muhàmmad) (II) ibn Abd-Al·lah al-Ghàlib al-Mutawàkkil ala-L·lah al-Maslukh o, més senzillament, Mahàmmad (II) al-Maslukh fou sultà sadita. Va succeir al seu pare Abd Allah al-Ghalib Billah quan aquest va morir d'una crisi asmàtica el 21 de gener del 1574 sent jurat a Fes. Va agafar el títol honorífic d'al-Mutawakkil al-llahi, i fou conegut pel poble com al-Maslukh que vol dir "l'Escorxat". La seva mare era esclava.
Fou designat hereu pel seu pare, que li va confiar algunes missions, sent la principal la conquesta de Mazagan la qual va assetjar durant 2 mesos, del 4 de març al 30 d'abril del 1562, però finalment es va haver de retirar després d'haver patit fortes pèrdues.
No consta cap fet rellevant del seu curt regnat. El febrer del 1576 el seu oncle Abu Marwan Abd al-Malik al-Ghazi que estava refugiat a Alger, es va presentar amb forces otomanes que li havia concedit el sultà, no se sap segur si amb 4000 soldats o amb uns centenars de cavallers d'escorta. Es va aturar a Al-Rukn al territori dels Beni Waretsin, on el va anar a trobar el seu nebot. Les tropes andalusines d'aquest, manades per Said al-Daghali, van desertar i es van passar a Abd al-Malik; tement que altres tropes seguirien l'exemple, o potser perquè algunes més ho van fer, Abu Abd Allah Muhammad II al-Maslukh va fugir primer cap a Fes on va recollir les seves coses més valuoses, i després cap a Marràqueix, i Abd al-Malik va entrar a Fes sense lluita (finals de març de 1576). Llavors va pagar als turcs (amb un préstec obtingut dels notables de Fes) i es va disposar a anar a Marràqueix. El seu nebot va decidir combatre i va marxar amb un exèrcit i els dos bàndols van xocar a Khandak al-Rihan, prop d'al-Sharath a la província de Salé; Abu Abd Allah Muhammad II fou derrotat i va fugir cap a Marràqueix. Ahmad al-Mansur, germà d'abd al-Malik, va perseguir al fugitiu cap a la ciutat i al-Maslukh quan ho va saber va abandonar Marràqueix i es va refugiar a les muntanyes Daren. Ahmad va ocupar Marràqueix pel seu germà que aviat es va presentar a la ciutat. Va fer un intent de perseguir a al-Maslukh però se li va perdre la pista i va renunciar.
Al-Maslukh havia estat errant per les muntanyes sense parar en lloc, i de mica en mica va reunir una banda d'homes important, amb els quals inesperadament va atacar Marràqueix. Abd al-Malik va saber que venia i va sortir al seu encontre però arribava per un camí diferent de l'esperat i es va presentar a Marràqueix on fou ben rebut per la població que el va proclamar altre cop, però no va poder ocupar la ciutadella vigilada per 3000 soldats i amb Miriam, la germana del sultà Abd al-Malik. Aquest va assetjar la ciutat i va cridar al seu germà Ahmad que havia anat a Fes on exercia com el seu delegat. Quan Ahmad va arribar, al-Maslukh va fugir de Marràqueix amb la seva gent en direcció al Sus, però la població local va mantenir el setge fins que alguns notables van facilitar l'entrada a Abd al-Malik. Ahmed va sortir en persecució d'al-Maslukh i li va lliurar algunes escaramusses poc afortunades pel fugitiu que sempre fugia i va acabar refugiat altre cop a les muntanyes Deren i d'allí va passar a Tànger on va demanar el suport del rei dels cristians (el rei de Portugal) que li va concedir.
El rei Sebastià de Portugal va desembarcar a Arcila, on descansar uns dies i es va dirigir després cap a Kasr al-Kabir, població situada en el camí de Fes. L'exèrcit portuguès estava compost per 500 vaixells i dos mil genets i dinou mil infants, entre ells 3.000 mercenaris de Flandes i Alemanya, i 300 italians, i amb els auxiliars uns 26.000 homes incloent els 300 homes que tenia el príncep marroquí; el seu rival Abu Marwan Abd al-Malik disposava de quinze mil arcabussers, cinc mil escollits, dos mil arcabussers a cavall, i quaranta-dos mil genets amb llança.
El 4 d'agost de 1578 va tenir finalment lloc la batalla a la vora del Wadi l-Makhazin (riu de la Podridura) afluent del uadi Lukkus. L'atac el van iniciar els arcabussers a cavall marroquins, que van superar l'artilleria portuguesa, mentre que la infanteria portuguesa va aguantar l'atac dels infants marroquins. El segon atac de la cavalleria marroquina va derrotar la cavalleria portuguesa en ambdós flancs, però l'atac es va aturar i la infanteria portuguesa va avançar, deixant un espai al flanc dret que fou aprofitat pels arcabussers marroquins, que van separar el flanc dret portuguès de la seva rereguarda, destruint l'exèrcit invasor, morint no només Sebastià I de Portugal, sinó molts dels seus familiars, la flor i nata de la noblesa portuguesa. Abu Abd Allah Muhammad II al-Maslukh va morir en la fugida nadant pel riu Lukkus quan se'l va emportar el corrent i es va ofegar. També va morir Abu Marwan Abd al-Malik I que segons es diu va ser enverinat per Ridwan al-Uldj, un oficial turc, però un renegat cordovès, Sulayman del Pozo, va ocultar la mort que no es va saber fins que va acabar la batalla. Per haver mort tres sobirans aquesta batalla ha passat a la historia com la batalla dels Tres Reis.